# Àcid bromhídric

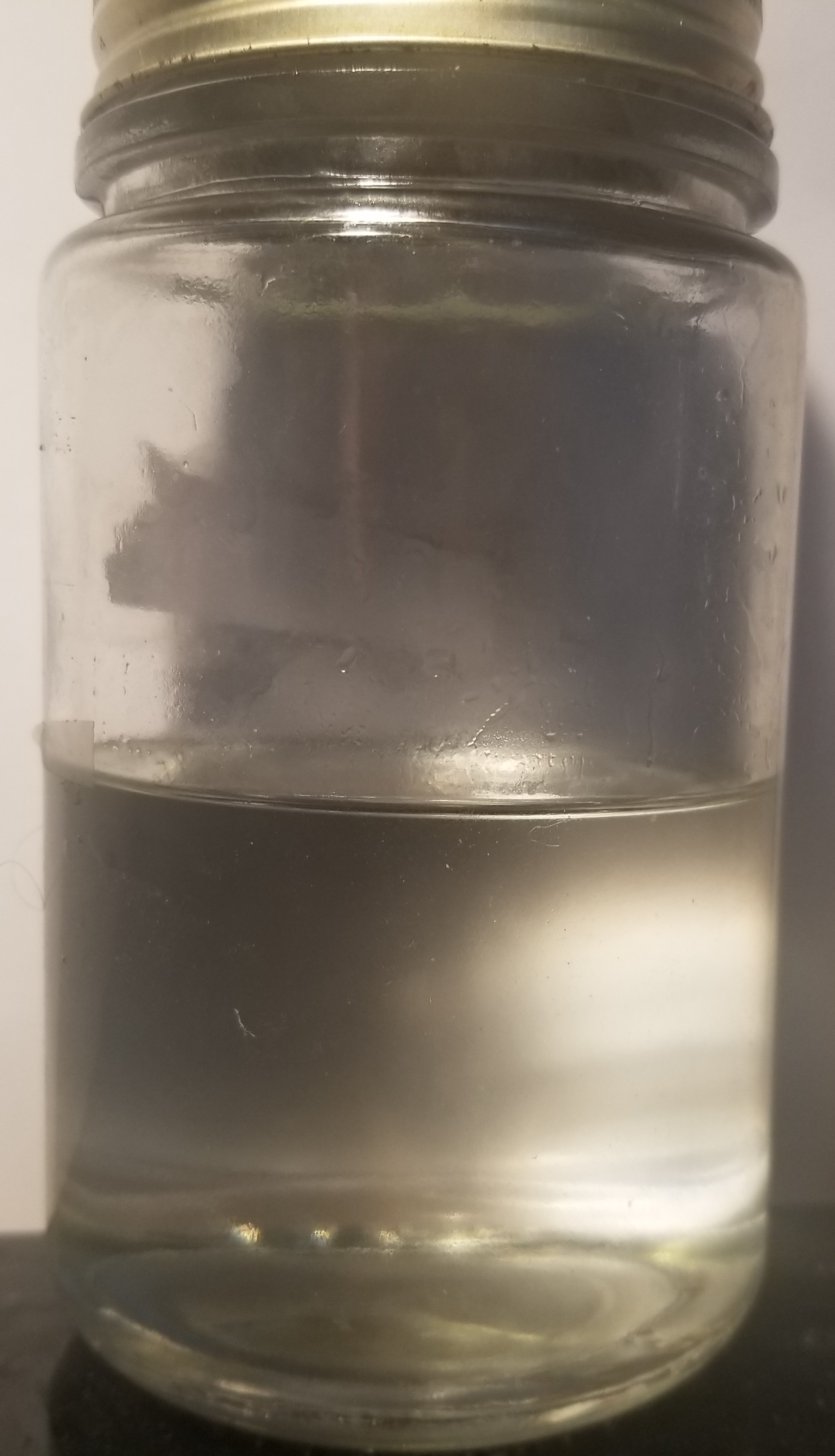
Àcid bromhídric.

Àcid bromhídric és el nom de les dissolucions aquoses de bromur d'hidrogen HBr, les quals presenten propietats àcides. L'àcid bromhídric és un àcid fort, reacciona violentament amb bases i és corrosiu: altament irritant per als ulls i per a la pell. Té un pKa igual a –9 (Ka = 109), cosa que el fa un àcid més fort que l'àcid clorhídric (pKa = –8,0) i menys fort que l'àcid iodhídric (pKa = –10). És un dels àcids minerals més forts que es coneixen, reacciona violentament amb oxidants forts—com nitrats o clorats— i molts compostos orgànics, originant un perill d'incendi i d'explosió. Ataca molts metalls formant gas inflamable d'hidrogen.
A temperatura ambient es desprèn bromur d'hidrogen, més dens que l'aire, no inflamable i té una olor picant molt semblant a la de l'àcid clorhídric.

## Usos
L'àcid bromhídric es fa servir per elaborar productes químics i farmacèutics, principalment per a la producció de bromurs inorgànics, especialment el bromur de zinc, calci i sodi, també com a solvent i en medicació veterinària. És un reactiu útil per la regeneració de compostos organobromats. Certs èters es trenquen com àcid bromhídric. També funciona com catalitzador de reaccions d'alquilació i d'extracció de certs minerals. A partir d'àcid bromhídric es creen importants compostos orgànics industrials, com el bromur d'alil, fenol i àcid bromoacètic.
A partir de n-butanol i bromur d'hidrogen es pot preparar bromur de n-butil.